# Muzeum a galerie severního Plzeňska
Muzeum a galerie severního Plzeňska je příspěvková organizace Plzeňského kraje. Sídlí v budově bývalého proboštství v Mariánské Týnici poblíž Kralovic. Jako regionální muzeum provádí vlastivědnou a sbírkovou činnost pro oblast okresu Plzeň-sever. Je členem Asociace muzeí a galerií České republiky.

## Historie a sbírky

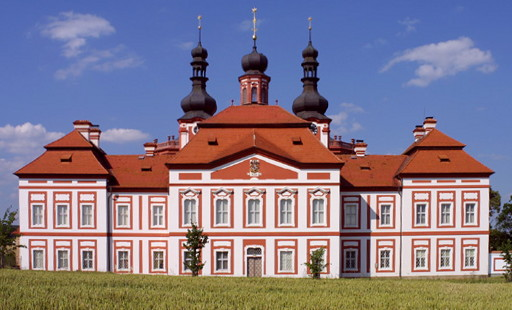

Muzeum bylo založeno v roce 1952. Brzy získalo status okresního muzea, po integraci s muzei v Manětíně a Kožlanech v letech 1977–1978 neslo až do 90. let 20. století název Muzeum okresu Plzeň-sever.
Základ muzea již při jeho vzniku tvořila etnografická sbírka. Muzejní sbírky dále zahrnují archeologické nálezy, historický a numismatický fond, militaria, umělecké předměty, knihy a tiskoviny, pohlednice a fotografie. Nejzajímavější součástí fondu je soubor umělecké litiny z 19. století ze železárny v Plasech.

## Expozice
Vlastní muzejní expozice jsou umístěny v prvním patře budovy proboštství. Jsou věnovány především etnografii (život na venkově a život ve městě). Dlouhodobá výstava v přízemí "Baroko a jeho svět" je věnována architektu Santinimu. Muzeum zpřístupňuje také kostel Zvěstování Panny Marie s ambity, který prošel v letech 1993-2021 zásadní rekonstrukcí (byla obnovena hlavní kupole chrámu a východní ambit byl dostavěn podle původních plánů).

## Další činnosti
Muzeum pořádá krátkodobé výstavy, koncerty a přednášky. Jako výstavní a koncertní sál slouží bývalý klášterní refektář. Věnuje se i publikační činnosti. Od roku 1991 vydává Vlastivědný sborník - čtvrtletník pro regionální dějiny severního Plzeňska, vydalo i řadu monografií a několikasvazkový soupis drobných památek zdejšího kraje Paměť krajiny. Badatelům i jiným zájemcům slouží muzejní knihovna, zaměřená zejména na regionální fond.

### Související stránky
- Mariánská Týnice

## Ze sbírek

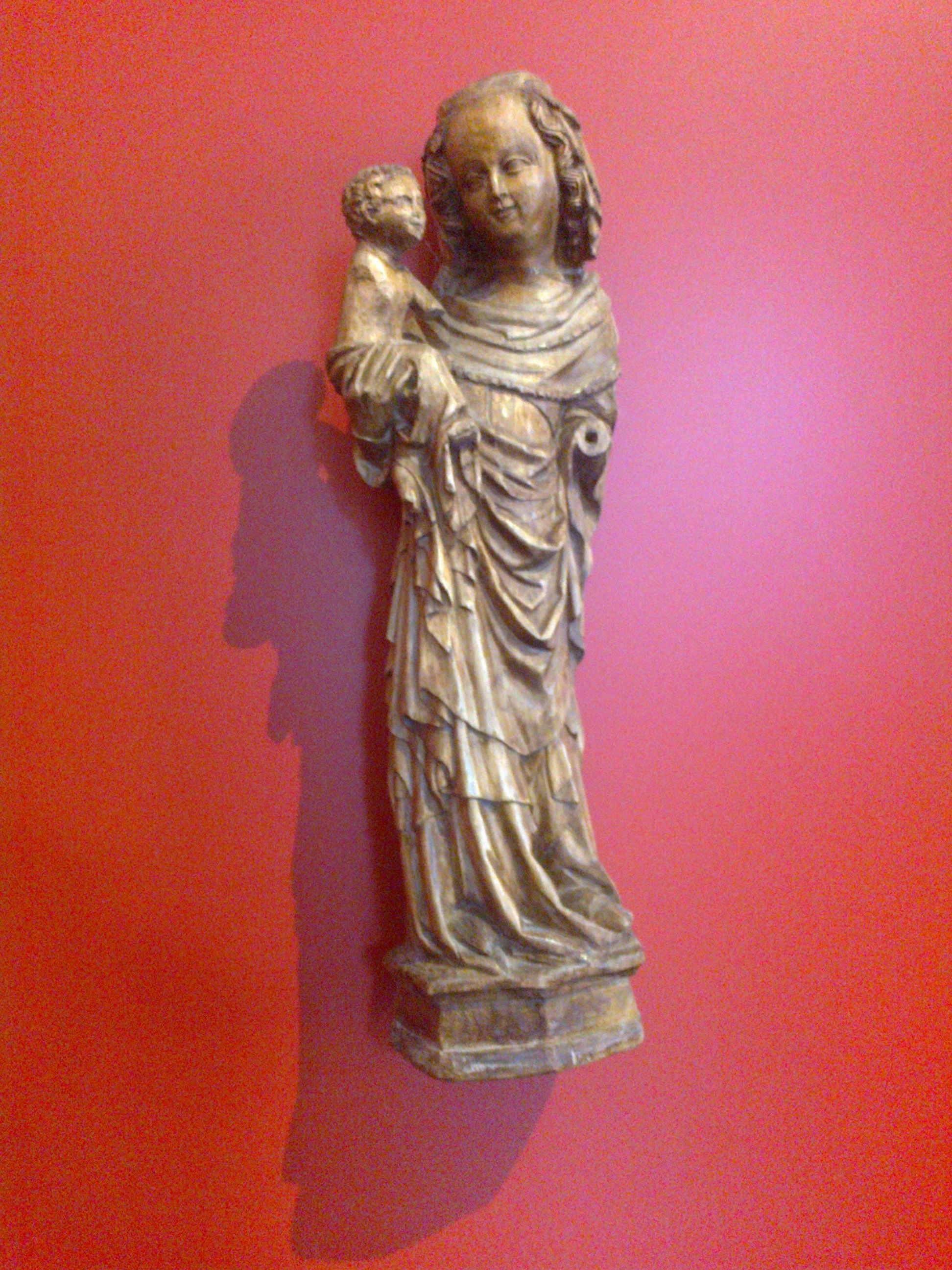
Madona z Dýšiny
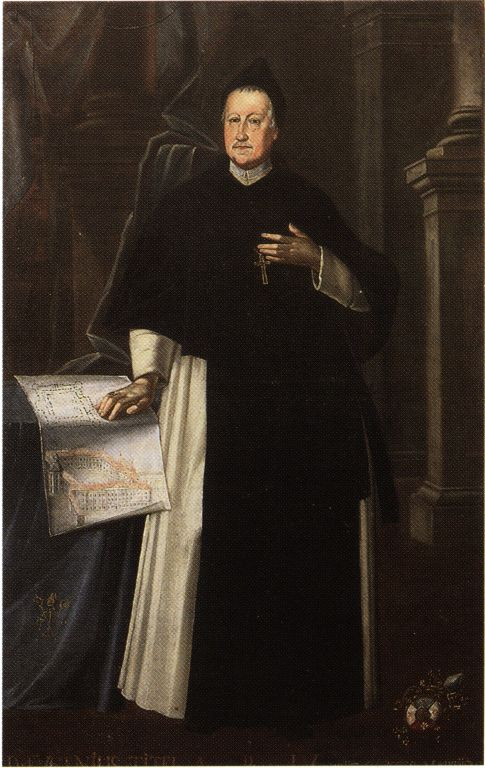
Plaský opat Evžen Tyttl